# Школа № 1384
Школа № 1384 имени А. А. Леманского — средняя общеобразовательная школа, расположенная в районе Сокол Северного административного округа Москвы. Ранее носила номер 144.

## История
В конце 1920-х года для первой ударной школы было построено здание в Чапаевском переулке (ныне это здание школы № 1249). В 1936 году после введения общегородской нумерации, школа получила номер 144. Школа № 144 занимала полностью это здание в Чапаевском переулке до начала Великой Отечественной войны, когда в части здания сначала разместилась 3-я Московская коммунистическая стрелковая дивизия, затем эвакуационный госпиталь, а с 1944 года — и Первая московская спецшкола ВВС. Школа-семилетка № 144 продолжала работать в здании на Чапаевском переулке, занимая одно из его крыльев.
Нынешнее здание школы было построено в 1949—1950-х годах в ходе второй очереди застройки района Песчаных улиц. Здание имеет 4 этажа, построено по типовому проекту архитектора Л. А. Степановой.
Школа № 144 открылась в новом здании 1 сентября 1950 года. Она стала средней мужской школой № 144 Ленинградского района города Москвы. С 1954 года обучение мальчиков и девочек стало совместным.
На школьном дворе устроен яблоневый сад. В первой половине 1950-х ученики школы принимали участие в благоустройстве сквера на 2-й Песчаной улице, где они высаживали деревья и кустарники.
В 1967 году в школе появились классы с углублённым изучением математики. С 1993 года в школе работают лицейские классы. В 2006 году школа № 144 оказалась в числе лучших школ Москвы и получила грант Президента России в рамках национального проекта «Образование». В конце 2000-х школа получила новый номер — 1384.
Распоряжением Правительства Москвы от 6 апреля 2010 года школе было присвоено имя её выпускника Александра Леманского — генерального конструктора ГСКБ «Алмаз-Антей» и создателя зенитно-ракетного комплекса С-400. С инициативой присвоения школе имени Леманского выступало ГСКБ «Алмаз-Антей» и руководство школы.

## Школа сегодня
В школе действует окружной центр поддержки одаренных детей «Успех» (с математическим уклоном). В память о своём знаменитом выпускнике школа № 1384 проводит математическую олимпиаду имени Леманского, в которой принимают участие образовательные учреждения Северного округа. С 12 июля 2011 года школа № 1384 участвует в пилотном проекте Правительства Москвы по развитию общего образования.
На базе школы организован летний профильный лагерь «Двенадцать в квадрате» для детей увлекающихся математикой. В лагере проводятся учебные и развлекательные программы. Для ведения занятий приглашаются преподаватели высших учебных заведений, сотрудничающих со школой, в частности МАИ.

## Положение в рейтингах
Школа № 1384 регулярно входит в рейтинги лучших школ Москвы, составленные департаментом образования по результатам образовательной деятельности:
| Год   | 2011 | 2012 | 2013 | 2014 | 2015 | 2016 |
| ----- | ---- | ---- | ---- | ---- | ---- | ---- |
| Место | 295  | 231  | 206  | 236  | 295  | —    |

## Директора школы
- 1950-е — Прозоровский Леонид Дмитриевич